# Хофер, Рафаэль
Рафаэ́ль Хо́фер (нем. Raphael Hofer; род. 14 февраля 2003) — австрийский футболист, нападающий клуба «Ред Булл».

## Клубная карьера

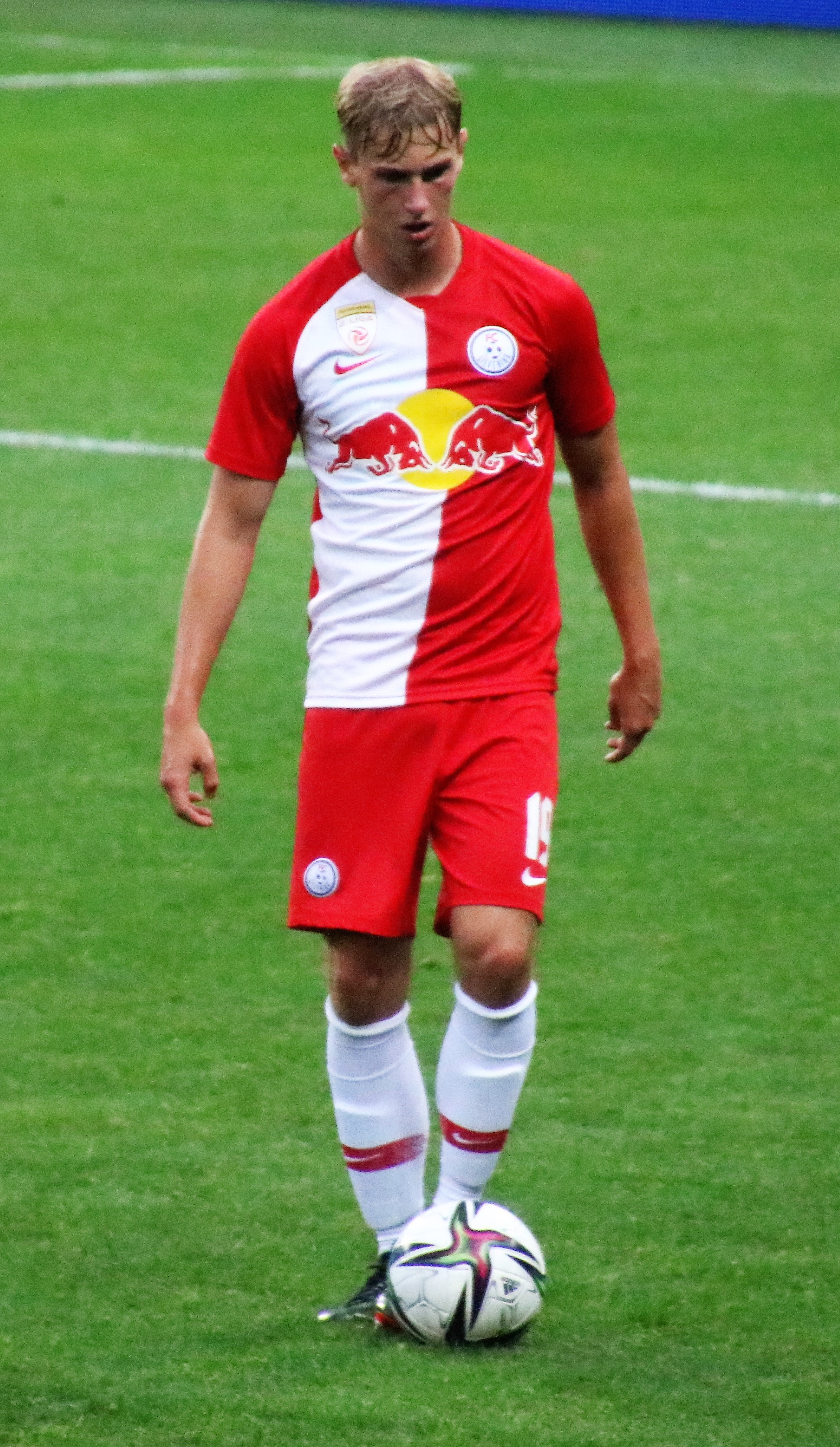
Хофнер в составе «Лиферинга»

Хофер — воспитанник клубов «СВ Маркирчен», «Рид» и «Ред Булл Зальцбург». 23 июля 2021 года в матче против «Капфенберга» он дебютировал во Второй Бундеслиге Австрии за дублирующий состав последних. Летом 2023 года Хофнер на правах аренды перешёл в «Блау-Вайсс». 29 июля в матче против «Вольфсберга» он дебютировал в австрийской Бундеслиге. 